# 富野壽
富野 壽（とみの ひさし、1937年 - ）は、日本の技術士。工学研究者。株式会社構造計画研究所会長。同社で服部正を支え、1960年代から2020年代まで日本のソフトウェア産業を牽引した一人。富野寿とも表記される。

## 経歴
静岡市に生まれる。1955年、静岡県立静岡高等学校卒業。1959年、東京工業大学理工学部卒業。同年、構造計画研究所設立と同時に入社。1987年、同社代表取締役社長。情報サービス産業協会常任理事を務めた。

## 著書

### 単著
- 『いつでも夢を : あるエンジニアリング企業の半世紀』 文藝春秋 構造計画研究所 2009.10

### 監修・翻訳
- 『ソフトウェア工学のベストプラクティス : ソフトウェア工学の真の工学への発展をめざして』 Capers Jones 著 ; 富野 壽, 岩尾俊二 監修 ; 水野哲博, 吉田善亮 監訳 共立出版 構造計画研究所 2012.7
- 『ソフトウェア開発を変革する』 Allan Kelly 著 ; 富野 壽, 岩尾俊二 監訳 ; 荒木貞雄, 石橋敬久, 齋藤彰一 共訳 共立出版 構造計画研究所 2010.8
- 『ソフトウェア開発の定量化手法 : 生産性と品質の向上をめざして』 Capers Jones 著 ; 富野 壽, 小坂恭一 監訳 共立出版 構造計画研究所 2010.7
- 『ソフトウェアチームワーク : 成功を自分のものにするために』 Jim Brosseau 著 ; 富野 壽, 荒木貞雄 共訳 共立出版 構造計画研究所 2010.5
- 『ソフトウェアプロトタイピング : より良い設計を求めて』 Jonathan Arnowitz, Michael Arent, Nevin Berger 著 ; 富野 壽, 岩尾俊二 監訳 共立出版 構造計画研究所 2009.12
- 『ソフトウェア見積りのすべて : 現実に即した規模・品質・工数・工期の予測』 Capers Jones 著 ; 富野 壽, 岩尾俊二 監訳 共立出版 構造計画研究所 2009.7
- 『ソフトウェアの規模決定,見積り,リスク管理』 Daniel D.Galorath, Michael W.Evans 著 ; 富野 壽, 荒木貞雄 監訳	共立出版 構造計画研究所 2008.4
- 『ソフトウェアプロジェクトの救済入門 : 危機的状況に陥ったプロジェクトを救う実践的アプローチ』 E.M.Bennatan 著 ; 富野 壽, 荒木貞雄 共訳 共立出版 構造計画研究所 2008.1
- 『テストプロセス改善 ―ＣＭＭ流実務モデル―』 Tim KoomenMartin Pol 著 ; 富野 壽 監訳 共立出版 構造計画研究所 2002.5
- 『要求定義工学入門』 Pericles Loucopoulos, Vassilios Karakostas 著 ; 富野 壽 監訳 共立出版 構造計画研究所 1997.10
- 『ソフトウェアの成功と失敗』 Capers Jones 著 ; 富野 壽, 伊土誠一 監訳 共立出版 構造計画研究所 1997.10
- 『ソフトウェア病理学 ―システム開発・保守の手引―』 Capers Jones 著 ; 富野 壽, 島崎恭一 監訳 共立出版 構造計画研究所 1995.8

他